# مایکل هوگان
مایکل هوگان (انگلیسی: Michael Hogan؛ زادهٔ ۱۹۴۹ (۷۵–۷۶ سال)) یک هنرپیشه، بازیگر سینما، و صدا پیشه اهل کانادا است.
از فیلم‌ها یا برنامه‌های تلویزیونی که وی در آن نقش داشته است می‌توان به روزی که دنیا از حرکت بازماند، در جستجوی سانی ، ناوبر فضایی گالاکتیکا، گردش شنل‌قرمزی، استیتن آیلند، گاز، نسخه سحرآمیز و شیطان اسم دارد اشاره کرد.